# Калоев, Борис Александрович
Борис Александрович Калоев (15 февраля 1916, с. Байком, Северная Осетия — 23 октября 2006, Москва) — советский, российский этнограф, доктор исторических наук, профессор, главный научный сотрудник отдела Кавказа. Участник Великой Отечественной войны, награждён орденами и медалями. Заслуженный деятель науки Республики Северная Осетия-Алания, заслуженный деятель науки Республики Южная Осетия.

## Биография
Родился 15 февраля 1916 года в с. Байком Закинского ущелья в крестьянской семье. В селе Коста Борис Александрович окончил семилетку. В 1931 году поступил на рабфак (Ростов-на-Дону), который окончил в 1936 году и в этом же году поступил на исторический факультет Ростовского государственного университета. В 1937 году перевёлся в Северо-Осетинский государственный педагогический институт также на исторический факультет, который окончил в 1940 году.
После окончания института был призван в армию, в феврале 1941 года — курсант Закавказского военно-политического училища. Участник Великой Отечественной войны, участвовал в тяжёлых боях за освобождение Ростова-на-Дону, Таганрога, Донбасса, в июле 1943 года был ранен, награждён орденами Отечественной войны I и II степени и 15-ю медалями.
24 июня 1945 года Борис Александрович — участник Парада Победы в городе Москве.
В 1948 году в Москве учился в аспирантуре (Институт этнографии АН СССР). Защитил диссертации: в 1951 году кандидатскую на тему: «Моздокские осетины (историко-этнографическое исследование)», в 1969 году докторскую на тему: «Осетины. Проблемы этногенеза и этнографическая характеристика».
В 1950—2006 годах Б. А. Калоев работал младшим научным сотрудником, был старшим научным сотрудником, ведущим научным сотрудником, главным научным сотрудником сектора Кавказа ИЭ АН СССР.
Борис Александрович Калоев в 1970—1980 годах работал преподавателем в Литературном институте им. А. М. Горького, читал курс лекций.
Является автором 14 монографий, более 150 статей и очерков, среди которых монография «Осетины». Его труды также были посвящены осетинской этнографии: «Материальная культура и прикладное искусство осетин» (1973), «Вторая Родина Коста» (1988), «Моздокские осетины» (1995), «Осетины глазами русских и иностранных путешественников» (1967), «Миллер-кавказовед» (1963), «М. М. Ковалевский и его исследования горских народов Кавказа» (1979).
Борис Александрович изучал осетинский нартовский эпос, он написал несколько статей по этой проблематике, с докладами выступал на двух Всесоюзных нартовских совещаниях в городах Орджоникидзе, Сухуми. Был участником в издании трёх сводных текстов осетинской Нартиады, автор многочисленных статей для двухтомного энциклопедического словаря «Мифы народов мира» (1980).
Участник многих историко-этнографических экспедиций: Дагестанской, Адыгейской, Чеченской, Ингушской и др., является опытным полевым исследователем.
Скончался 23 октября 2006 года в Москве.

### Семья
Отец — Александр Борисович Калоев, учитель. Родные братья: Султанбек Александрович и Хазби Александрович.
Средний из братьев Калоевых, Султанбек Александрович — врач, генерал-майор медицинской службы, участник Великой Отечественной войны, награждён орденом Отечественной войны I степени, двумя орденами Красной Звезды, медалями «За оборону Кавказа», «Во славу Осетии» и другие. Умер 13 марта 1997 года в Москве, похоронен на Кунцевском кладбище.
Младший брат — Хазби Александрович, осетинский поэт, родился 15 августа 1921 года. В годы Великой Отечественной войны в звании младшего лейтенанта был на фронте командиром танка. Является автором поэм, драм и стихотворений, среди которых: драма «Сыновья Бата», поэма «Последняя тревога», стихотворения: «Жестокий бой начался», «Смерть фашиста», «Я не жалею жизни своей…», «Меч». Геройски погиб на Курской дуге 8 июля 1943 года — сгорел в подбитом танке. Молодой поэт был похоронен в селении Красная поляна Обоянского района Курской области. Советский поэт Николай Карпов, который переводил стихи Хазби Калоева на русский язык, посвятил ему стихотворение «Старший брат» (Памяти осетинского поэта
Хазби Калоева).
Дочь — Калоева Елена Борисовна (1949), научный сотрудник. 
Внук — Калоев Юлий Витальевич, известный бизнесмен, по сообщениям СМИ является одним из спонсоров либеральной оппозиции. В РФ объявлен в розыск. С 2012 года проживает за рубежом.

## Основные публикации
- Осетины (совместно с Н.Ф. Такоевой) // Народы Кавказа. М., 1960. Т. 1. С. 297-344;
- Чеченцы // Там же. С. 345-374;
- Ингуши // Там же. С. 375-390;
- Агулы // Там же. С. 529-536;
- В.Ф. Миллер — кавказовед. Орджоникидзе, 1963. 198 с.;
- Осетины. Историко-этнографическое исследование. М., 1967. 243 с.; М., 1971. 357 с.; М., 2004. 471 с.;
- Осетины глазами русских и иностранных путешественников. Орджоникидзе, 1971. 286 с.;
- Материальная культура и прикладное искусство осетин. М., 1973. 147 с.;
- М.М. Ковалевский и его исследования горских народов Кавказа. М., 1979. 202 с.;
- Земледелие народов Северного Кавказа. М., 1981. 248 с.;
- Скотоводство народов Северного Кавказа с древнейших времен до начала XX в. М., 1993. 229 с.;
- Моздокские осетины. М., 1995. 243 с.;
- Осетинские историко-этнографические этюды. М., 1999. 392 с.;
- Василий Иванович Абаев и вопросы этнографии в его трудах. М., 2001. 151 с.;
- Записки кавказоведа. Владикавказ, 2002. 457 с[12].

## Награды
- Орден Отечественной войны I степени;
- Орден Отечественной войны II степени;
- Медаль «За боевые заслуги»;
- Медаль «За отвагу»;
- Медаль «Во славу Осетии» и другие медали;
- Заслуженный деятель науки Республики Северная Осетия-Алания;
- Заслуженный деятель науки Республики Южная Осетия.